# 知床国立公園

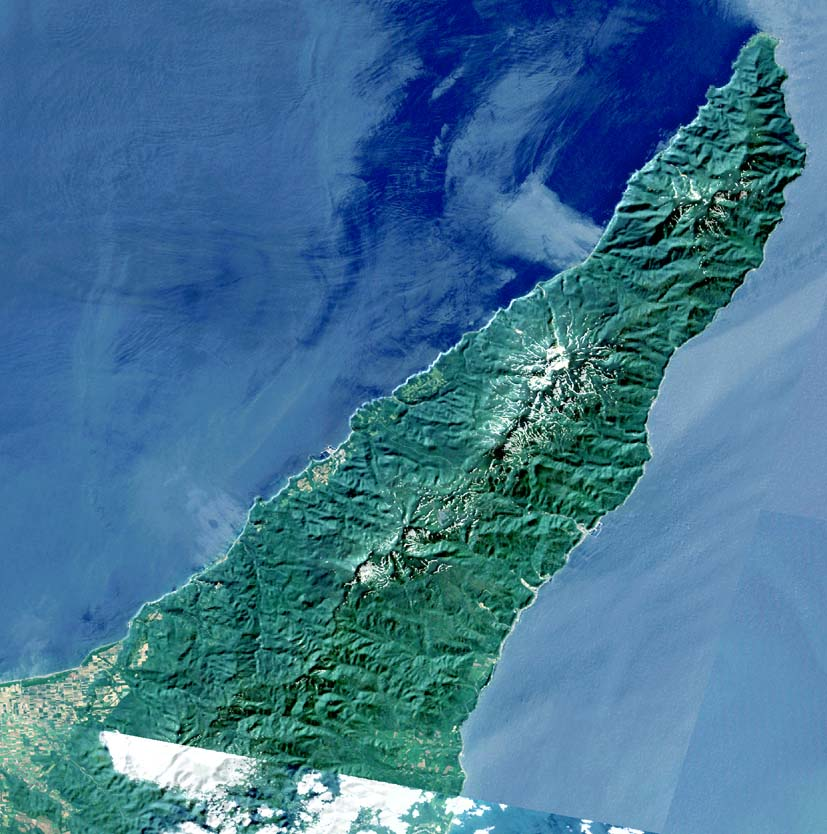
知床半島のランドサット衛星写真（Shuttle Radar Topography Mission使用）

知床国立公園（しれとここくりつこうえん）は、北海道知床半島にある国立公園。

## 概要
全国22番目の国立公園として南アルプス国立公園とともに指定された。日本国内最東北端に位置する知床半島中央部から知床岬までの周辺海域を含む約60,000ヘクタールが公園区域になっている。厳正な保護規制がかけられている「特別保護地区」が陸域公園面積の半分以上を占めており、公園区域の西端の知西別岳は、「遠音別岳原生自然環境保全地域」に隣接している。
知床国立公園を含む一帯（約71,100ヘクタール）は、2005年（平成17年）に「世界自然遺産」に登録された。

## 歴史
知床半島には、数千年にさかのぼる先史時代の遺跡が数多く残されている。中でも10世紀前後にオホーツク海沿岸で栄えた北方の漁猟民族によるオホーツク文化の影響を受けて、アイヌの人々はシマフクロウやヒグマ、シャチなどを神と崇め、狩猟や漁撈、植物採取などをしながら豊かな自然を大切にした文化を育んできた。
- 1964年（昭和39年）：国立公園指定。
- 1980年（昭和55年）：公園区域の変更（遠音別岳を原生自然環境保全地域へ）。
- 1984年（昭和59年）：再検討。
- 1990年（平成02年）：公園計画の一部変更（乗り入れ規制地域の指定）。
- 1995年（平成7年）：第一次点検。
- 2003年（平成15年）：公園計画の一部変更（北海道長距離自然歩道追加）。
- 2005年（平成17年）：知床が「世界自然遺産」登録[4][5]。公園区域の変更（海域の拡張）。
- 2010年（平成22年）：公園計画の一部変更（利用調整地区の指定、生態系維持回復事業の追加）。公園区域の変更。

## 自然
知床半島はプレート運動や火山活動、海食などの地形形成作用により造られていることから、奇岩や海食崖、火山地形などの多様な景観が形成されている。現在も活動中の火山のうち、知床硫黄山は1936年（昭和11年）に約20万トンの溶融した硫黄を8ヶ月間にわたって噴出している。オホーツク海は地形的・地理的条件により流氷ができる海洋として北半球で最も低緯度に位置する季節海氷域となっている。流氷下にはアイスアルジー（海氷内や海氷の底で増殖する藻類）が増殖し、流氷形成時の鉛直混合により作られる栄養塩の豊富な中層水が表層に運ばれることで植物プランクトンの大増殖が生じ、それを餌とする動物プランクトン、高次消費者である魚類や海棲哺乳類（海獣）、陸上の生物にまでつながる食物連鎖が形成されている。海岸から山頂までの標高差は約1,600m程であるが、比較的低い標高域から高山帯にあるハイマツの低木林や高山植物群落が発達するなど、多様な植生が垂直的に分布している。
知床半島には手つかずの原生的な自然が残されているため、かつて北海道に広く生息していた北方及び南方由来の哺乳類、鳥類がほとんどすべて生息しており、多様性に富んでいる。陸上にはヒグマやエゾシカ、海域には鯨類や鰭脚類といった大型動物が高密度で生息していることは、知床半島が哺乳類にとって質の高い生息地となっていることを表しており、特にヒグマは世界有数の高密度状態で維持されている。また、天然記念物に指定されているシマフクロウ、オジロワシやクマゲラの繁殖、オオワシの越冬が確認されており、周辺地域はシマフクロウにとって日本国内で繁殖するつがいの約半数が生息している最も重要な繁殖地であり、オオワシにとっては越冬個体数が1,000羽以上になる世界的に重要な越冬地になっている。河川では、サケ類が著しく優占していることが大きな特徴となっている。
- 川：岩尾別川、カムイワッカ川、ルシャ川、テッパンベツ川、アウンモイ川、ルサ川、ケンネベツ川、サシルイ川、羅臼川
- 滝：フレペの滝、カムイワッカ湯の滝、カムイワッカの滝、カシュニの滝、男滝、女滝、セセキの滝、熊越の滝
- 湖沼：知床五湖、羅臼湖
- 山：知西別岳、天頂山、羅臼岳、サシルイ岳、オッカバケ岳、知円別岳、知床硫黄山、ルシャ山、トッカリムイ岳、知床岳、ポロモイ岳、ウイーヌプリ
- 岬：プユニ岬、知床岬

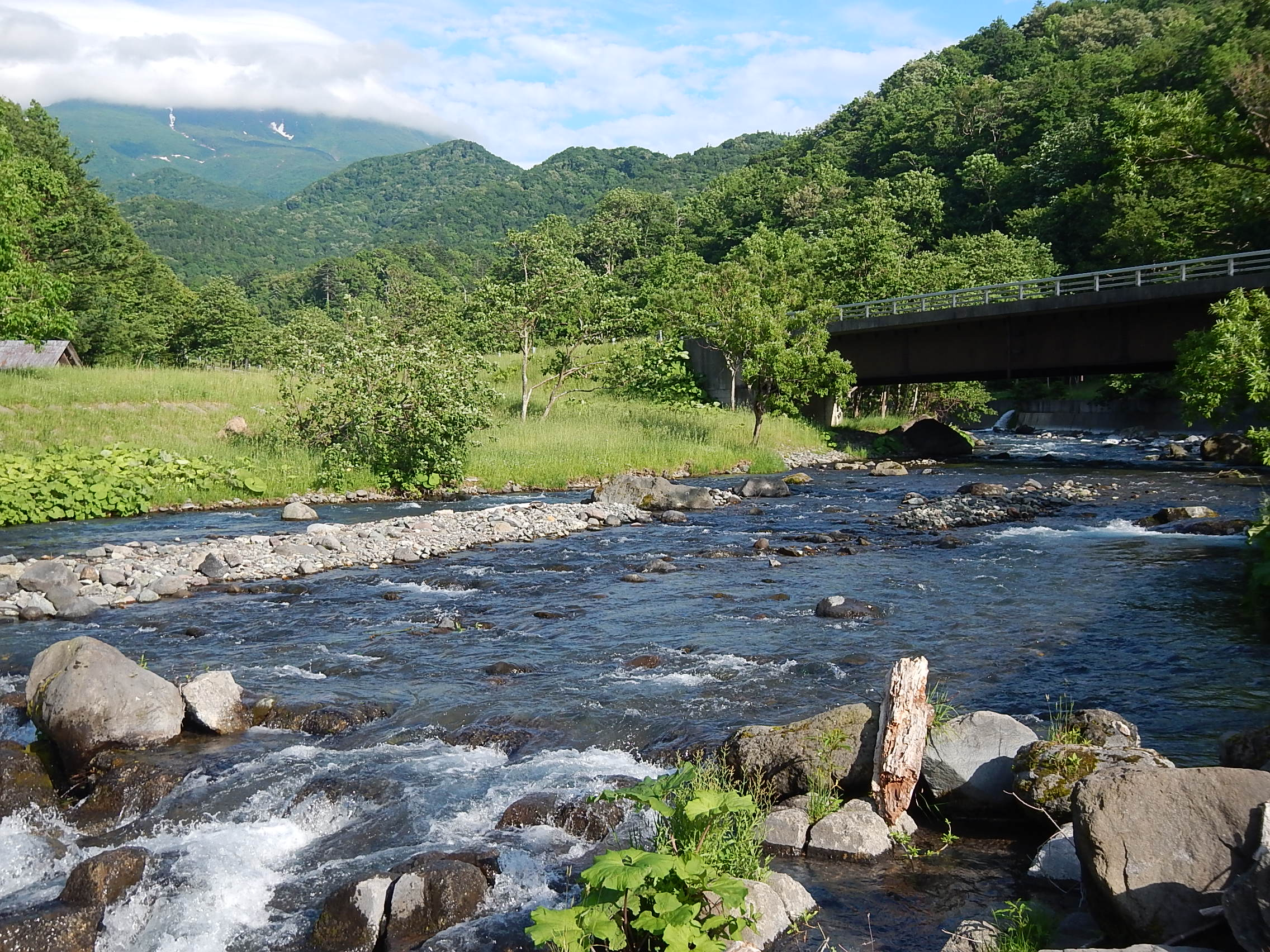
岩尾別川（2013年7月）
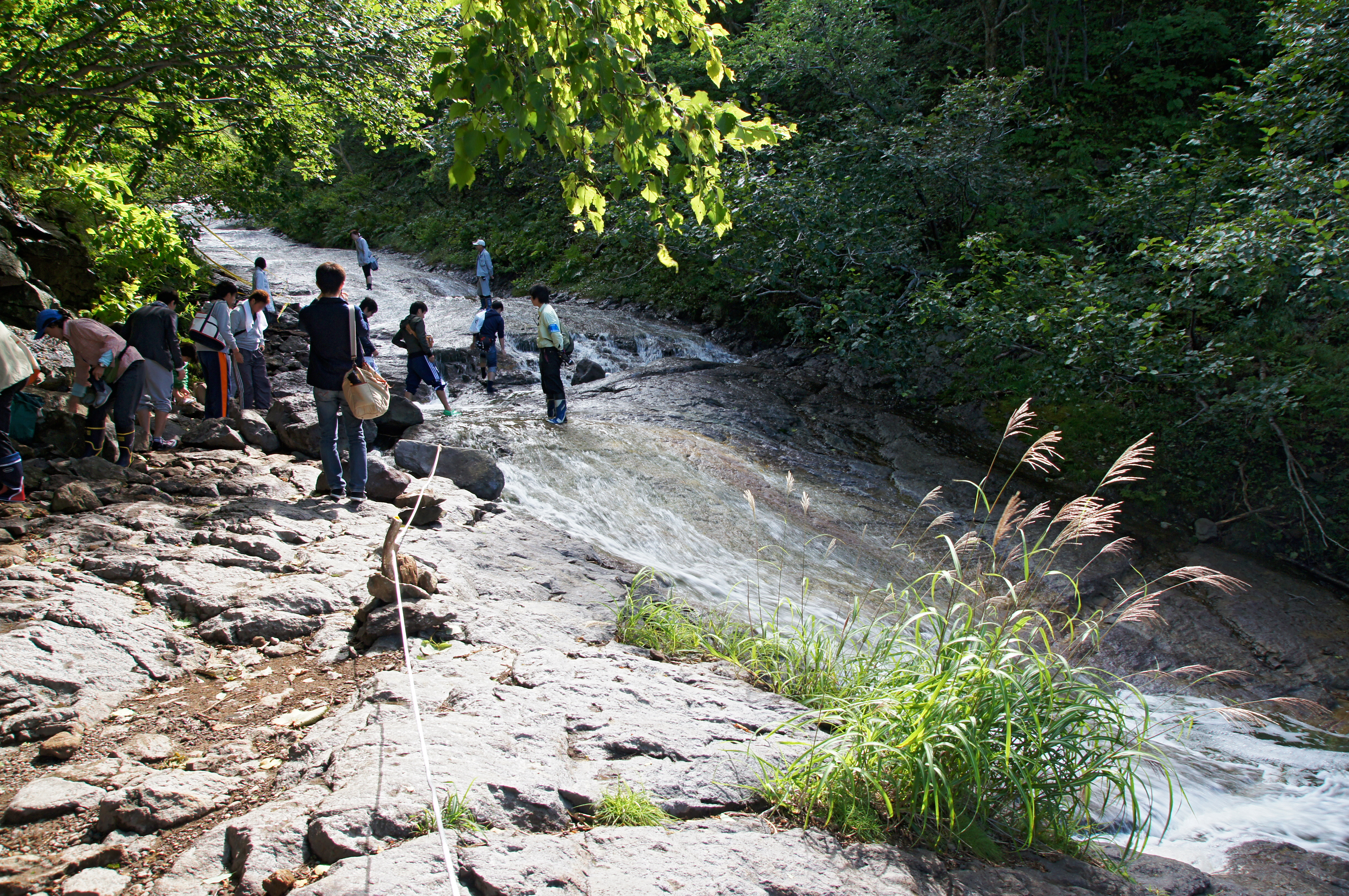
カムイワッカ湯の滝（2011年9月）
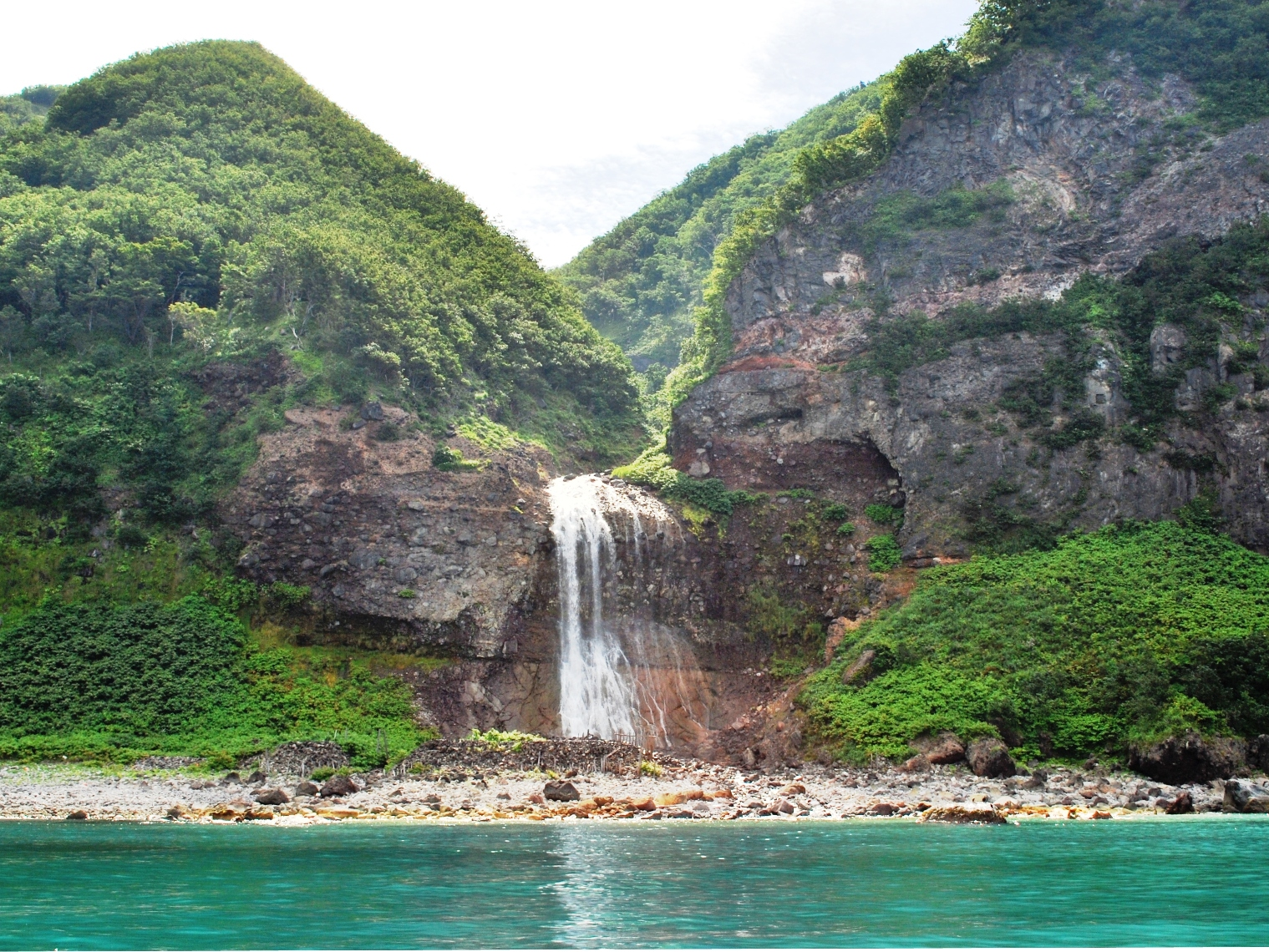
カムイワッカの滝（2009年8月）
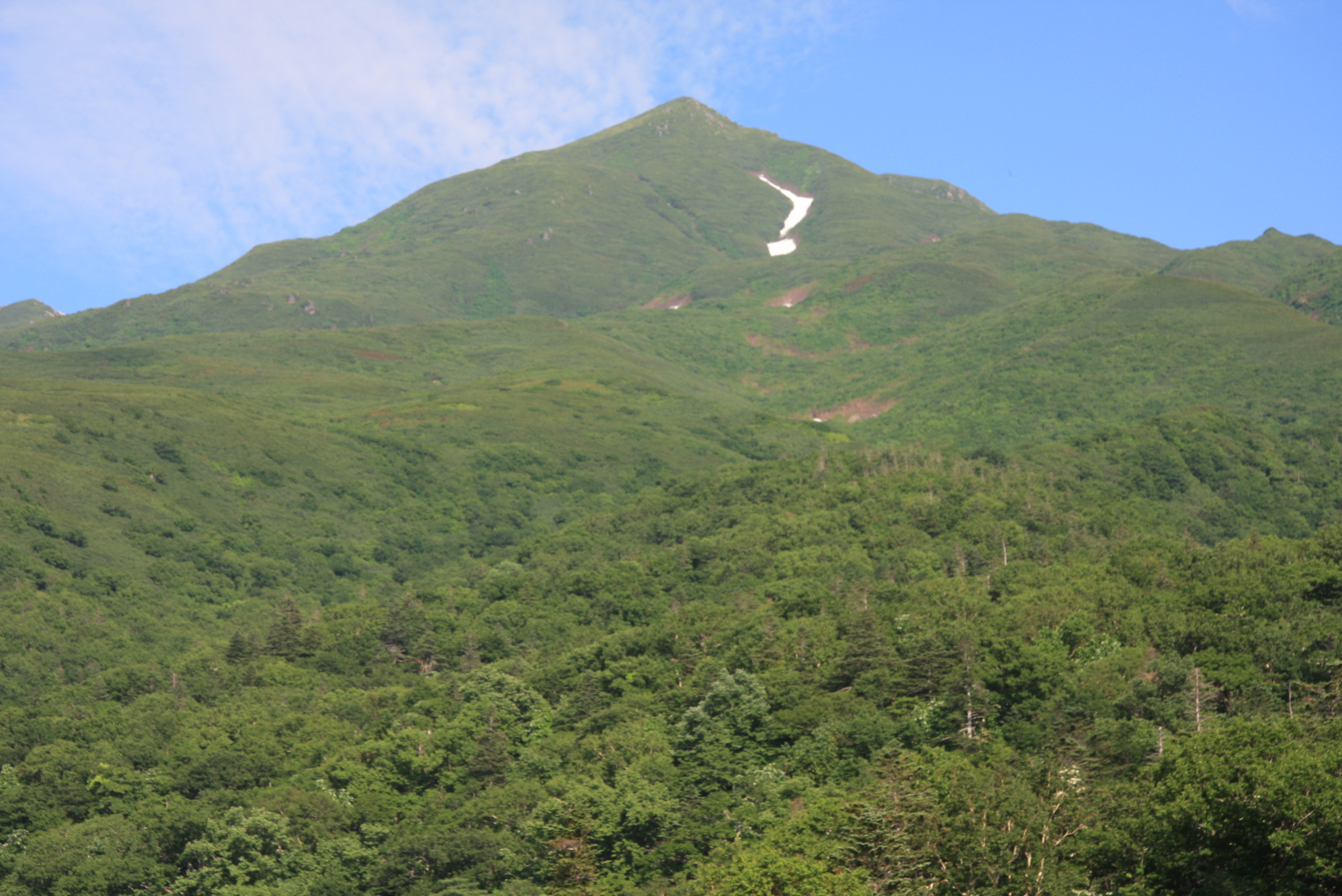
知床硫黄山（2013年7月）
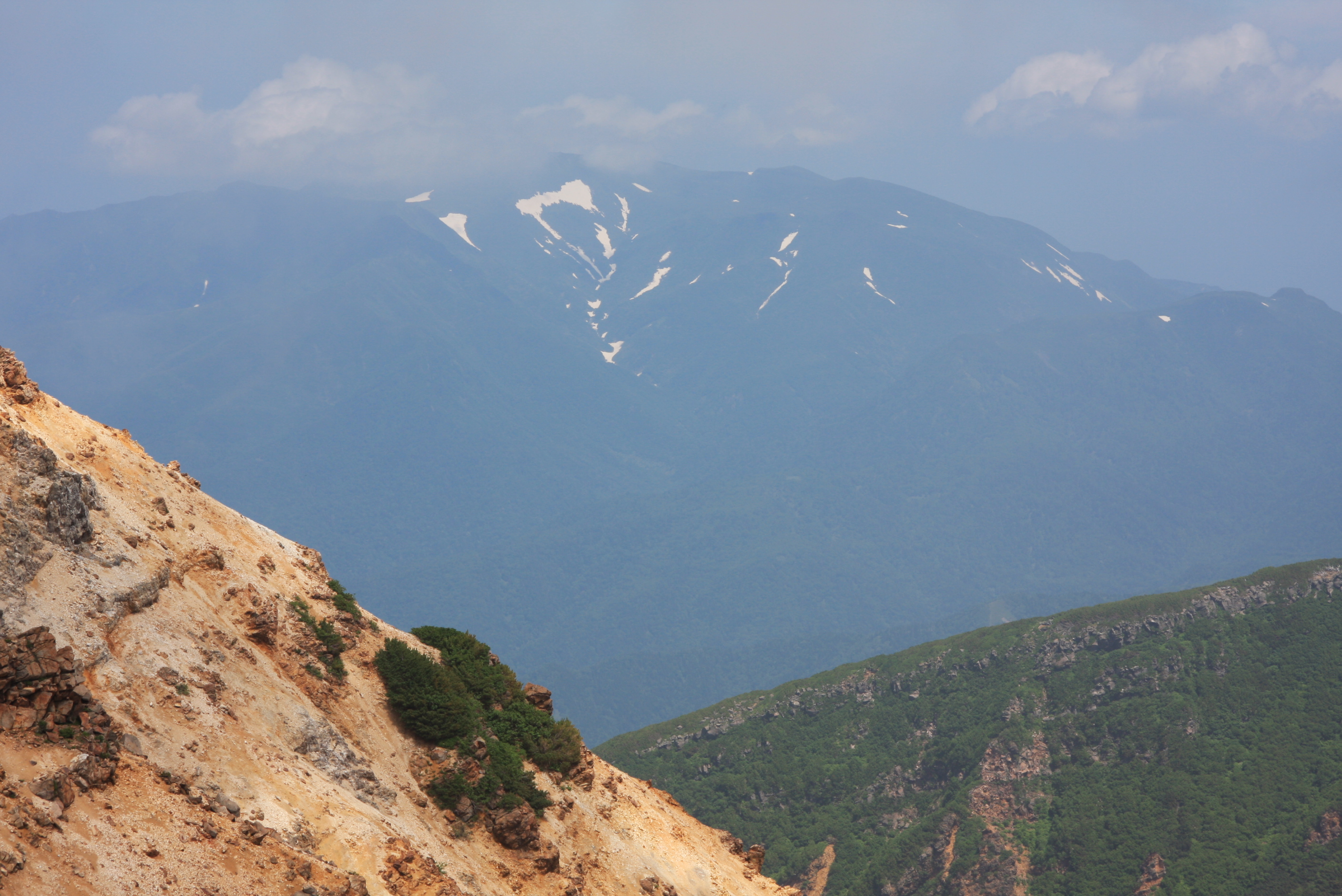
知床岳（2013年2月）
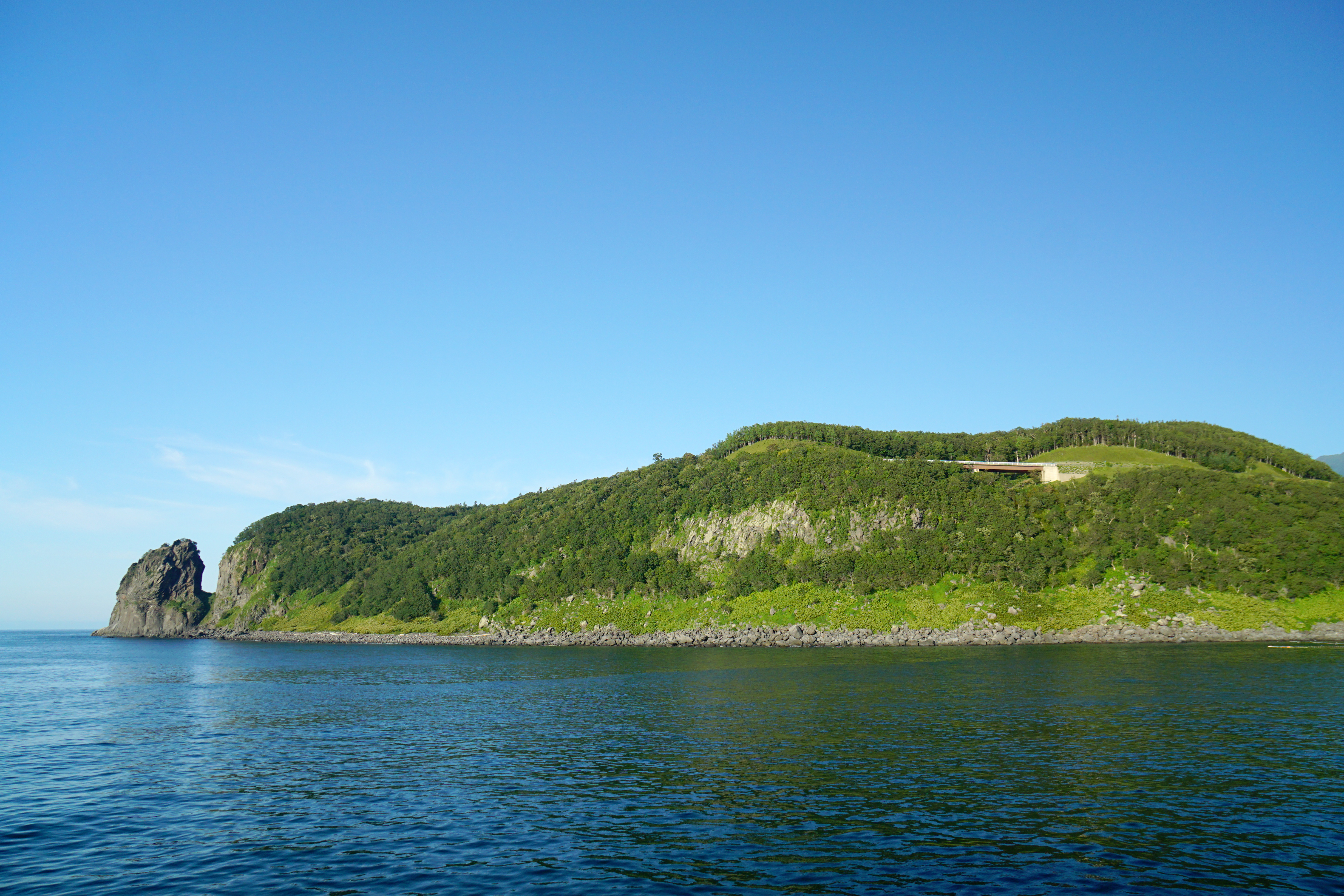
プユニ岬（2014年8月）
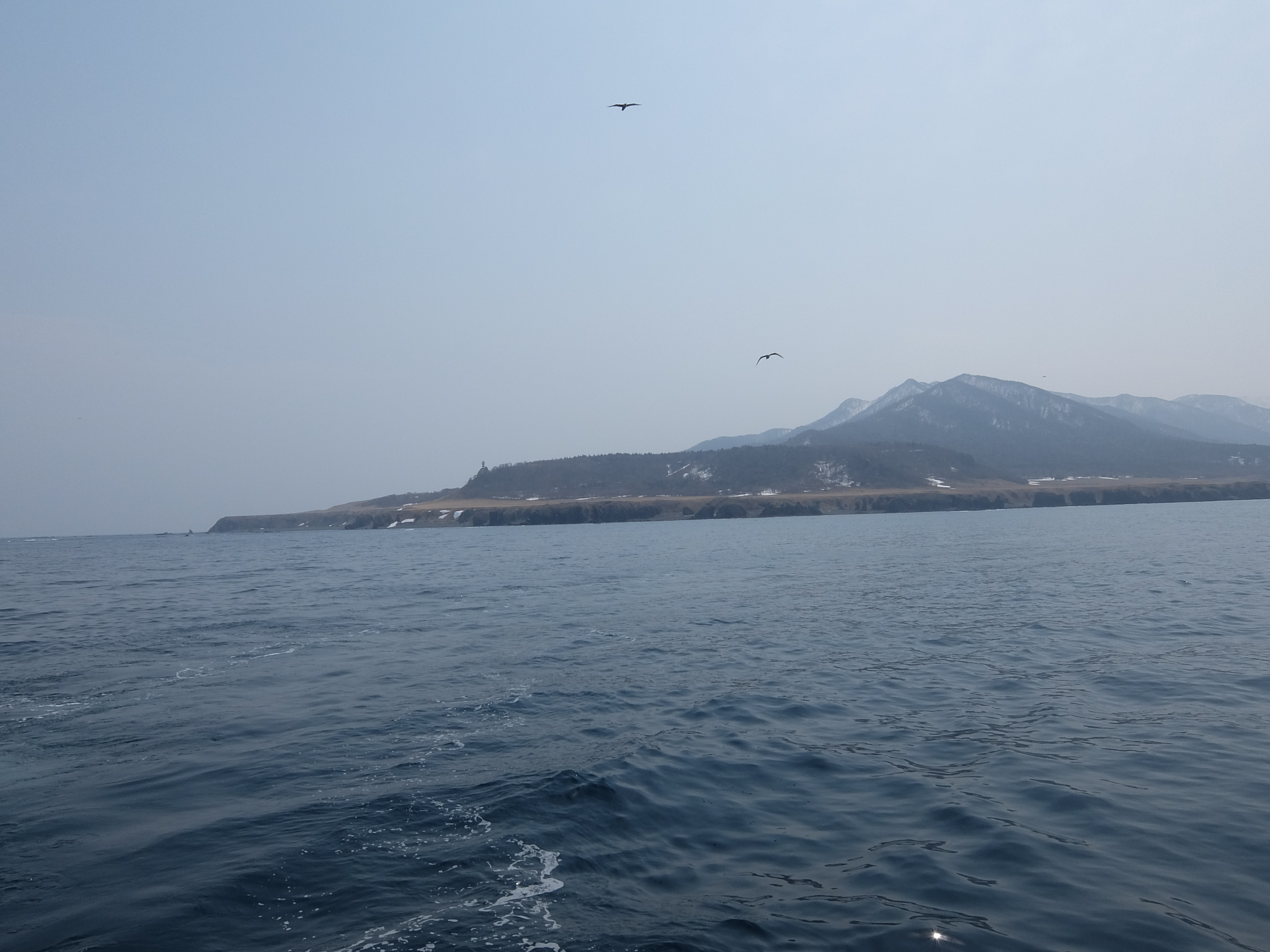
知床岬（2015年4月）

## 景勝地
- 知床岬
- フレペの滝
- カムイワッカ湯の滝
- 知床五湖
- 知床峠
- 羅臼岳
- 羅臼湖
- 熊越の滝

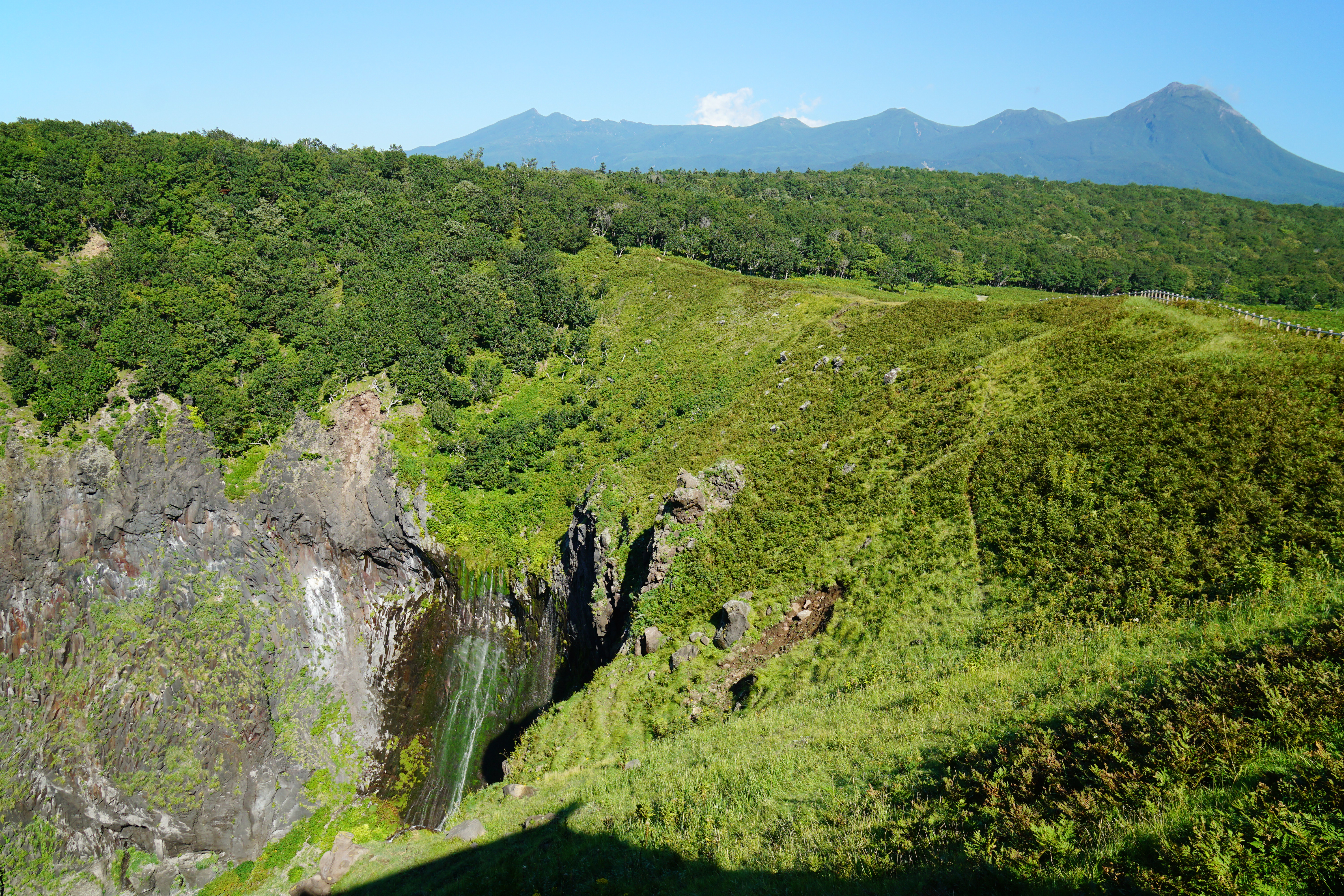
フレペの滝（2014年8月）
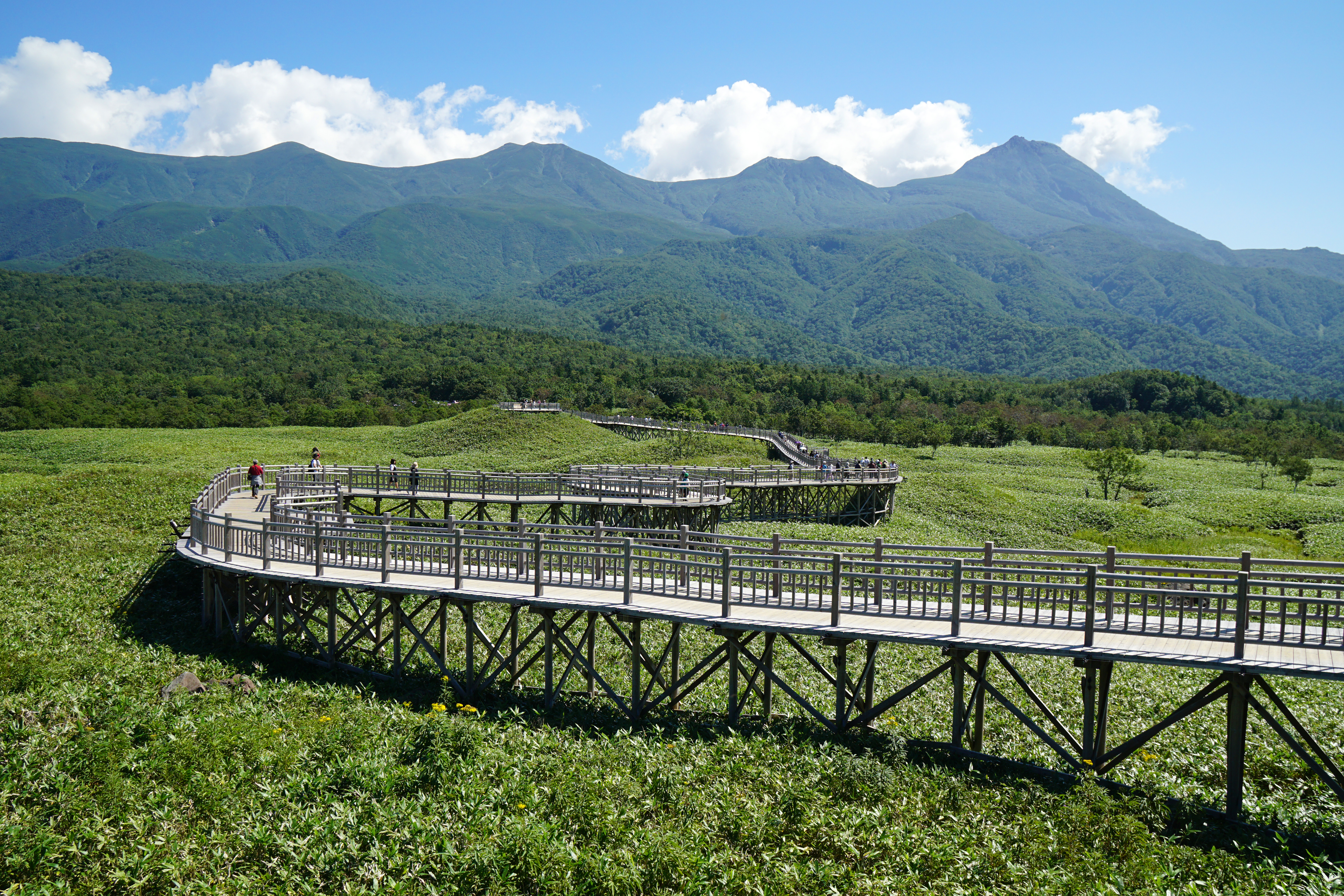
知床五湖の高架木道（2014年8月）
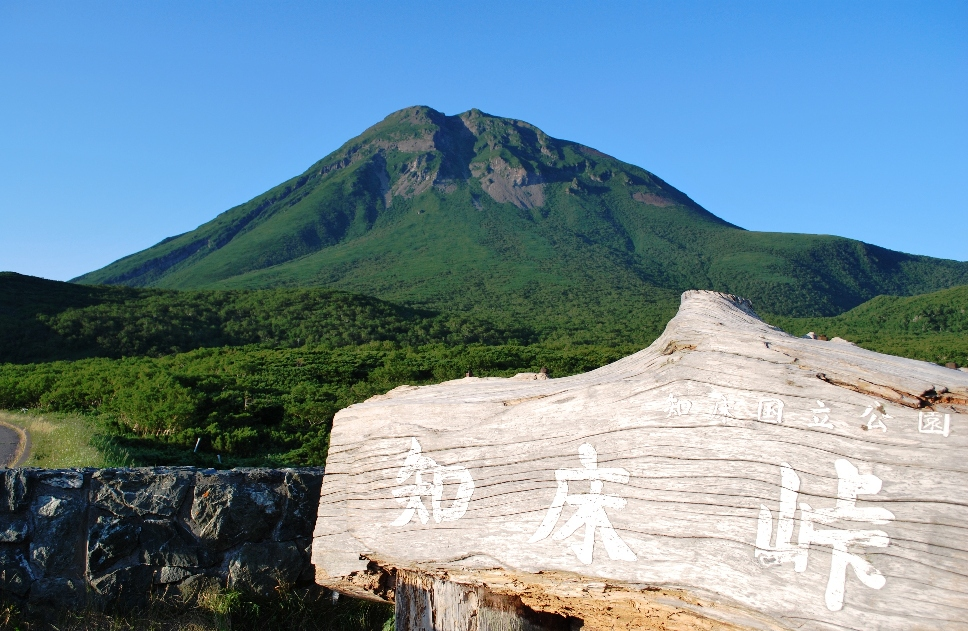
知床峠（2009年8月）
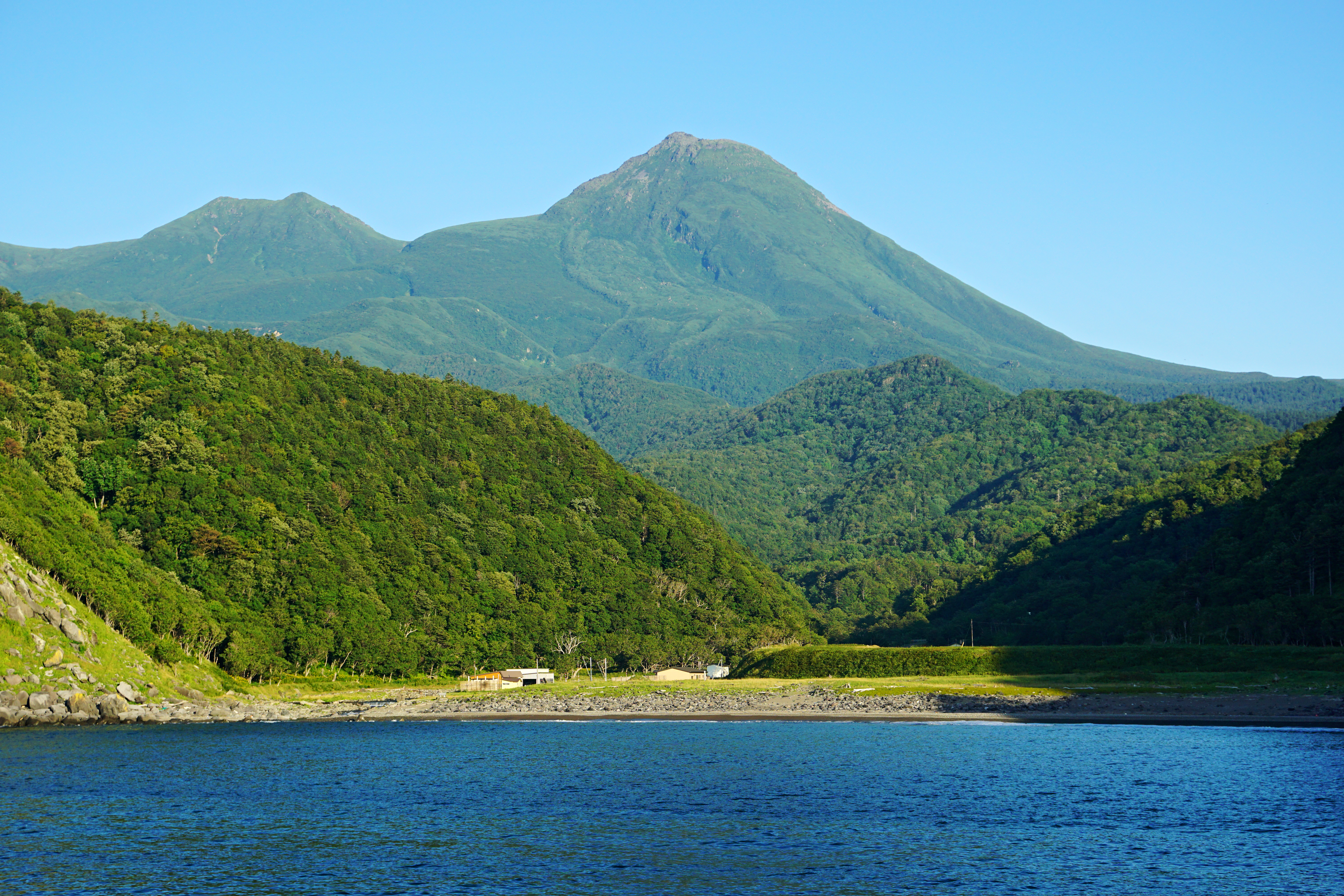
岩尾別沖から望む羅臼岳（2014年8月）

## 集団施設地区・ビジターセンター
| 地区名   | 面積   | 所在地             | 利用者数（人） |
| -------- | ------ | ------------------ | -------------- |
| 羅臼温泉 | 31.1ha | 北海道目梨郡羅臼町 | 514,000        |

| 施設名                                         | 設置者 | 所在地                                                         | 利用者数（人） |
| ---------------------------------------------- | ------ | -------------------------------------------------------------- | -------------- |
| 知床世界遺産センター                           | 環境省 | 北海道斜里郡斜里町ウトロ西186-10（道の駅うとろ・シリエトク隣） | 98,491         |
| 知床世界遺産・知床国立公園羅臼ビジターセンター | 環境省 | 北海道目梨郡羅臼町湯ノ沢町6-27                                 | 34,481         |
| 知床世界遺産ルサフィールドハウス               | 環境省 | 北海道目梨郡羅臼町北浜8                                        | 6,464          |
| 知床自然センター                               | 環境省 | 北海道斜里郡斜里町字岩宇別531                                  | 154,426        |
| 知床五湖フィールドハウス                       | 環境省 | 北海道斜里郡斜里町大字遠音別村字岩尾別                         | 208,584        |
| 知床五湖パークサービスセンター                 | 環境省 | 北海道斜里郡斜里町大字遠音別村字岩尾別                         | -              |

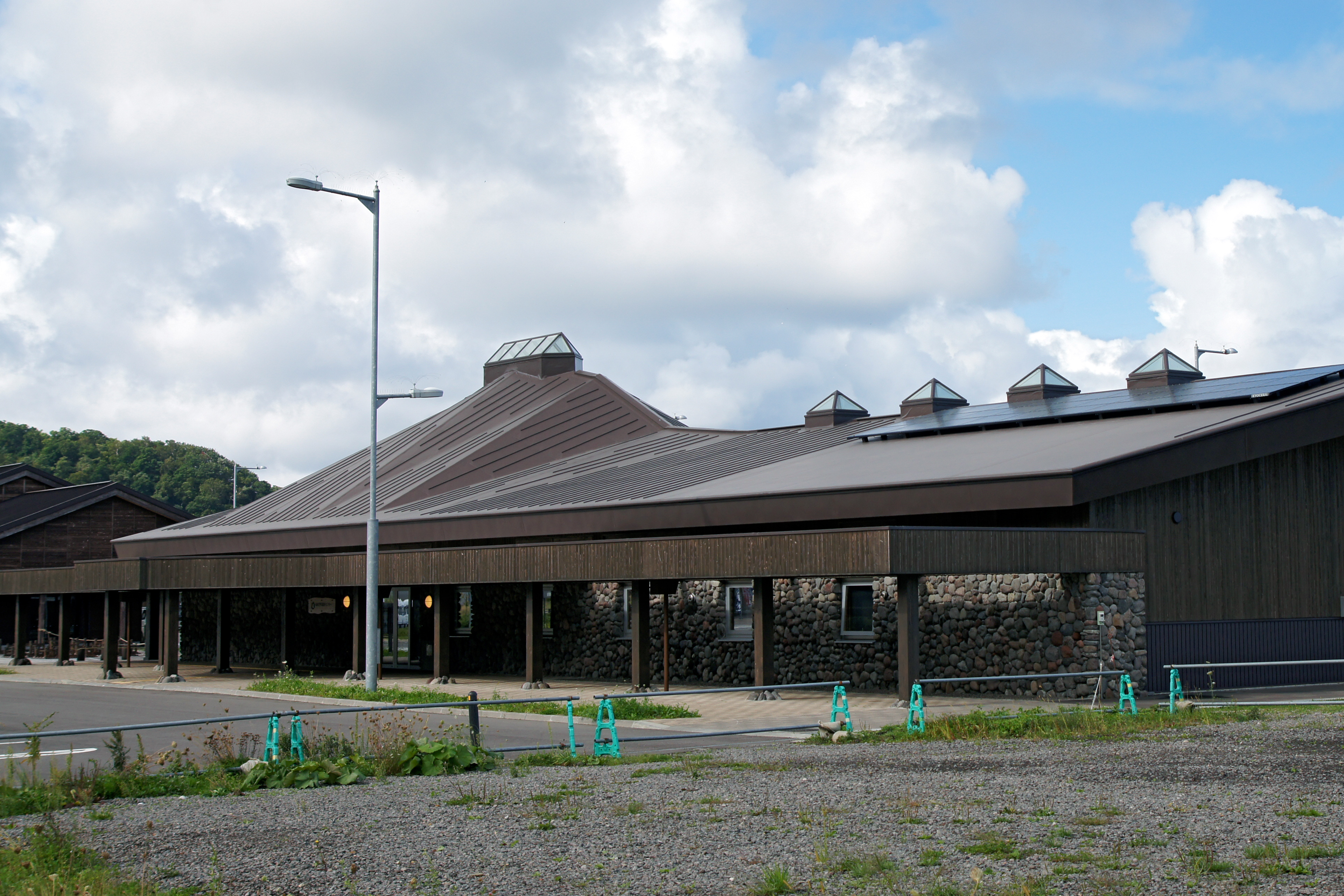
知床世界遺産センター（2011年9月）
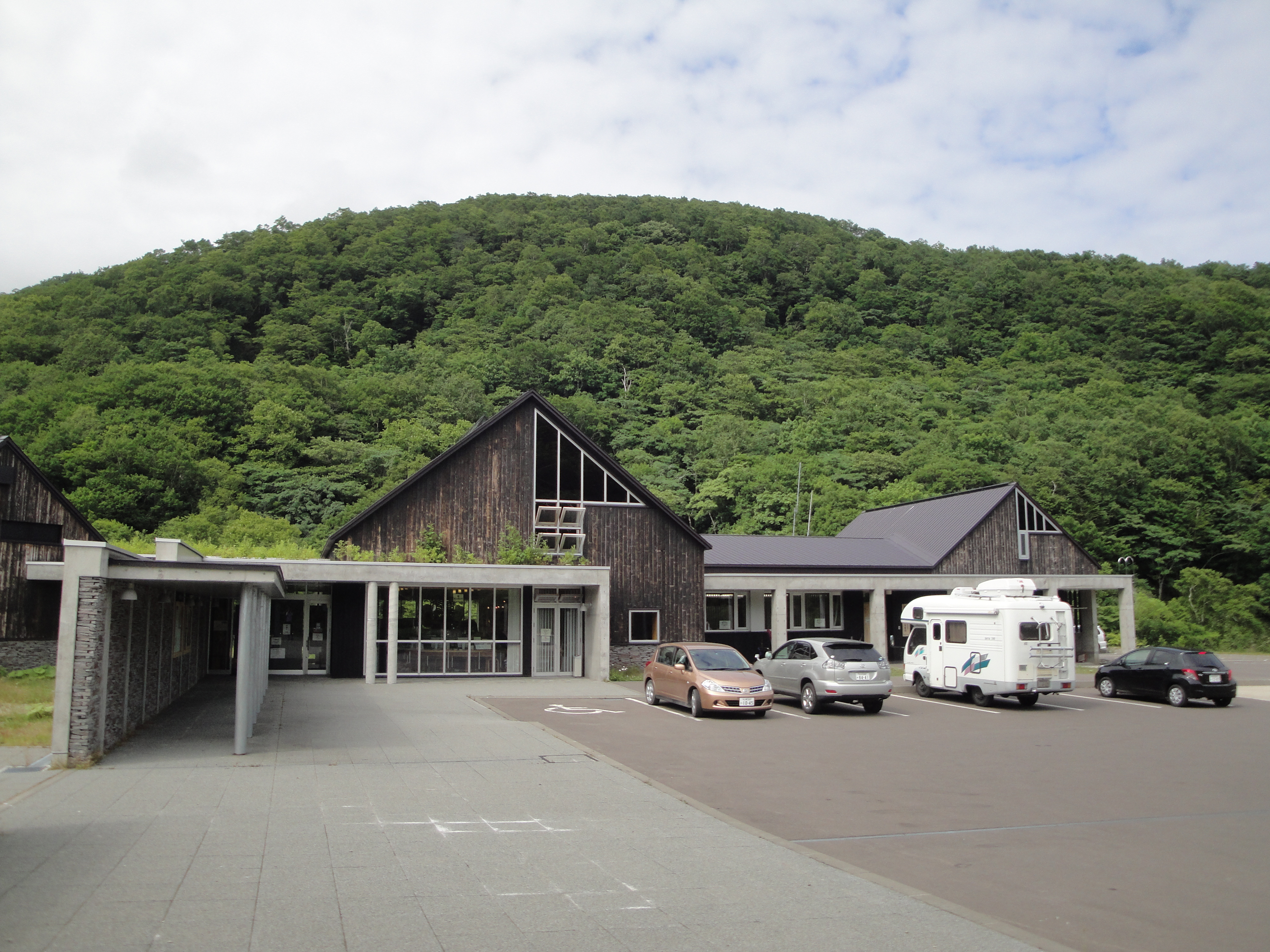
羅臼ビジターセンター（2011年7月）
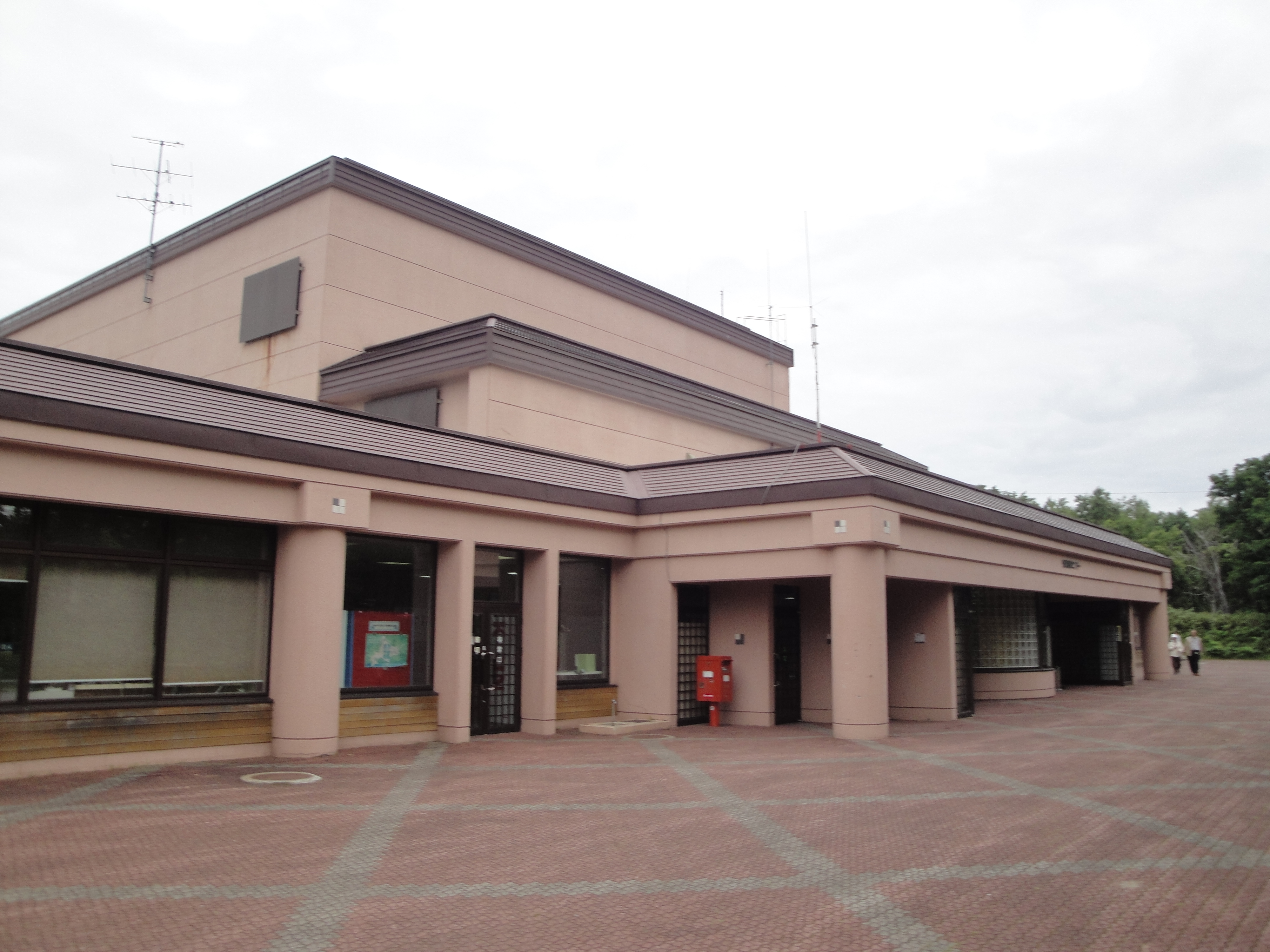
知床自然センター（2011年7月）
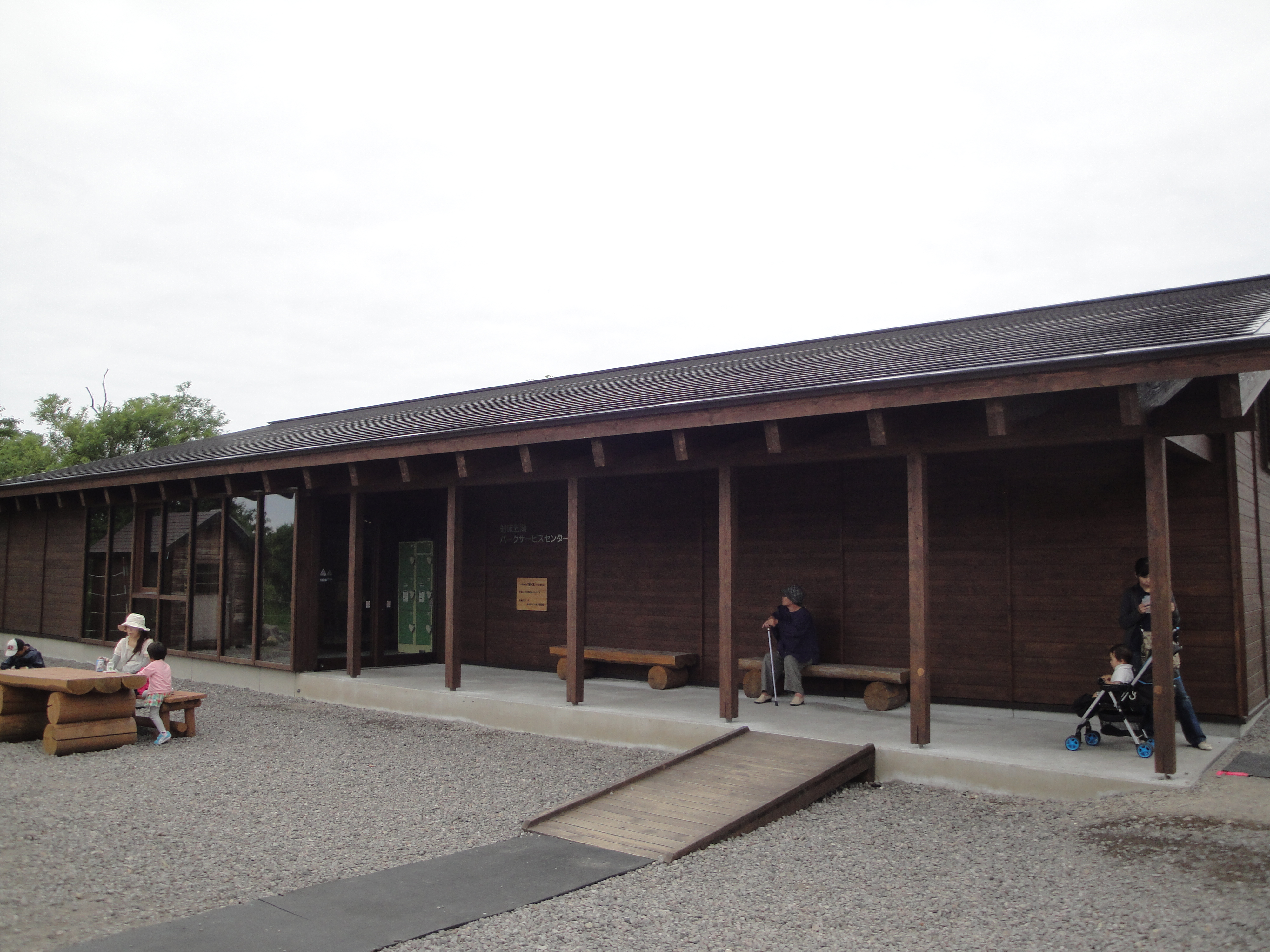
知床五湖フィールドハウス（2011年7月）

## 参考資料
- “知床国立公園管理計画書” (PDF).  北海道地方環境事務所釧路自然環境事務所 (2013年). 2015年10月31日閲覧。